# Бокари, Соломон
Соломон Бокари-Байо (нидерл. Solomon Bockarie-Bayoh; род. 18 мая 1990 или 18 мая 1987, Макени) — сьерра-леонский и нидерландский легкоатлет, специалист по бегу на короткие дистанции. Выступал за сборные Сьерра-Леоне и Нидерландов по лёгкой атлетике в 2000-х и 2010-х годах, многократный победитель и призёр первенств национального значения, участник двух летних Олимпийских игр.

## Биография
Соломон Бокари родился 18 мая 1987 года в городе Макени, Сьерра-Леоне.
Первого серьёзного успеха на международном уровне добился в сезоне 2008 года, когда вошёл в состав национальной сборной Сьерра-Леоне и удостоился права защищать честь страны на летних Олимпийских играх в Пекине, причём был знаменосцем на церемонии открытия. Участвовал в программе бега на 200 метров, не смог преодолеть предварительный квалификационный этап.
В 2014 году был заявлен на 60 метров в рамках чемпионата мира в помещении в Сопоте, но в итоге на старт здесь не вышел. Бежал 100 и 200 метров, а также эстафету 4 × 100 метров на Играх Содружества в Глазго.
В мае 2015 года принял нидерландское гражданство и начиная с этого времени выступал за сборную Нидерландов. В частности, отметился выступлением в эстафете 4 × 100 метров на чемпионате мира в Пекине.
В 2016 году принимал участие в чемпионате Европы в Амстердаме, где занял седьмое место в дисциплине 100 метров, четвёртое место в дисциплине 200 метров, стал четвёртым в эстафете 4 × 100 метров. На Олимпийских играх в Рио-де-Жанейро тоже бежал 100 метров, 200 метров и эстафету 4 × 100 метров, но ни в одной из этих дисциплин не преодолел предварительные квалификационные этапы.
В 2017 году участвовал в чемпионате мира по эстафетам в Нассау и в командном чемпионате Европы в Лилле.
На чемпионате Европы 2018 года в Берлине в финале бега на 200 метров финишировал четвёртым.
В 2021 году находился в составе нидерландской эстафетной команды на Олимпийских играх в Токио, однако в предварительном квалификационном забеге не участвовал, а в финал его соотечественники не вышли.
Летом 2022 года Бокари провалил допинг-тест, сделанный во внесоревновательный период — в его пробе обнаружили следы гормона роста GHRP-2. Команда спортсмена заявляла, что запрещённое вещество попало в его организм со съеденной курицей.